# 腓特烈松铁路
腓特烈松铁路（丹麦语：Frederikssundbanen）是一条位于丹麦首都大区的铁路线路，大致呈东南—西北走向。东南端终点位于哥本哈根火车总站，西北端终点位于腓特烈松站。1879年6月15日开通，现由丹麦国家铁路下属的哥本哈根市郊铁路使用。开通至今线路、车站均有多次变化。

## 运营中车站
| 站名             | 里程     |
| ---------------- | -------- |
| 哥本哈根火车总站 | 0千米    |
| 迪伯尔桥站       | 0.9千米  |
| 嘉士伯站         | 2.6千米  |
| 瓦尔比站         | 3.9千米  |
| 长街站           | 4.8千米  |
| 彼得·邦路站      | 5.9千米  |
| 弗林特霍尔姆站   | 6.8千米  |
| 万勒瑟站         | 7.3千米  |
| 于灵厄路站       | 8.2千米  |
| 伊斯莱乌站       | 9.4千米  |
| 胡苏姆站         | 10.8千米 |
| 海莱乌站         | 12.3千米 |
| 斯考隆讷站       | 15千米   |
| 马尔姆帕肯站     | 16千米   |
| 巴勒鲁普站       | 17.9千米 |
| 莫勒站           | 21千米   |
| 泉水谷站         | 23.1千米 |
| 韦克瑟站         | 26.2千米 |
| 斯滕勒瑟站       | 30千米   |
| 艾厄代站         | 31.5千米 |
| 厄尔斯蒂克站     | 34.1千米 |
| 温厄站           | 37.3千米 |
| 腓特烈松站       | 41.8千米 |

## 历史
腓特烈松铁路于1879年6月15日开通。开通初期，两端终点分别为腓特烈斯贝站、腓特烈松站，那时的腓特烈松铁路也还是单线铁路。那时连接哥本哈根和罗斯基勒的铁路也经过腓特烈斯贝站。腓特烈松铁路最初由私营企业西兰岛铁路公司运营。1885年，西兰岛铁路公司被国营企业丹麦国家铁路接管，腓特烈松铁路随之改属丹麦国家铁路。
1911年哥本哈根火车总站第三代站房（现站房）启用后，腓特烈松铁路自万勒瑟站起，改经瓦尔比站，到达新的东南端终点哥本哈根火车总站。原先腓特烈松铁路万勒瑟站⟷腓特烈斯贝站部分改为腓特烈斯贝铁路。腓特烈斯贝铁路后来在1934年4月3日哥本哈根市郊铁路首通时成为哥本哈根市郊铁路网络的一部分，现已改为哥本哈根地铁的地面线路。
1934年11月1日时，腓特烈松铁路哥本哈根火车总站⟷瓦尔比站部分已升级为电气化复线铁路，并有哥本哈根市郊铁路列车经过。1941年，腓特烈松铁路电气化复线路段西延至万勒瑟站，万勒瑟站随之成为当时哥本哈根市郊铁路列车和蒸汽动力火车（后为柴油动力火车）的换乘站。1949年5月15日，哥本哈根市郊铁路延至巴勒鲁普站，不过这一时期的腓特烈松铁路海莱乌站⟷巴勒鲁普站部分仍为单线铁路。腓特烈松铁路海莱乌站⟷巴勒鲁普站部分的复线建于1966年至1970年。
1989年，哥本哈根市郊铁路网络覆盖腓特烈松铁路全线，内燃动力客运火车随之全部退出腓特烈松铁路。腓特烈松站亦回到最初的地址并启用第三代站房。
不过在哥本哈根市郊铁路网络覆盖腓特烈松铁路全线之初，腓特烈松铁路巴勒鲁普站⟷腓特烈松站区间仍为单线铁路。这一时期运行在腓特烈松铁路巴勒鲁普站⟷腓特烈松站路段的哥本哈根市郊铁路列车需在韦克瑟站和厄尔斯蒂克站会车，每方向每小时仅能开行3班。这使得运力严重不足，乘客体验也很差，腓特烈松铁路全线复线化随之提上议事日程。但腓特烈松铁路全线复线化工程直到2000年才开工，2002年竣工。泉水谷站和艾厄代站也是在随本次工程新建的车站。